# Ponts de Molló
Els Ponts de Molló són els ponts del municipi de Molló (Ripollès). Almenys tres d'aquests ponts formen part de l'Inventari del Patrimoni Arquitectònic de Catalunya.

## Pont del Molí Fumat
El pont del Molí Fumat és una obra inventariada. És un pont fet tot de pedra, amb una sola obertura d'arc de catenària i té baranes, també de pedra. Es troba a l'antic camí que portava al molí, sobre el Ritort, afluent esquerre del Ter.

## Pont del Coronel

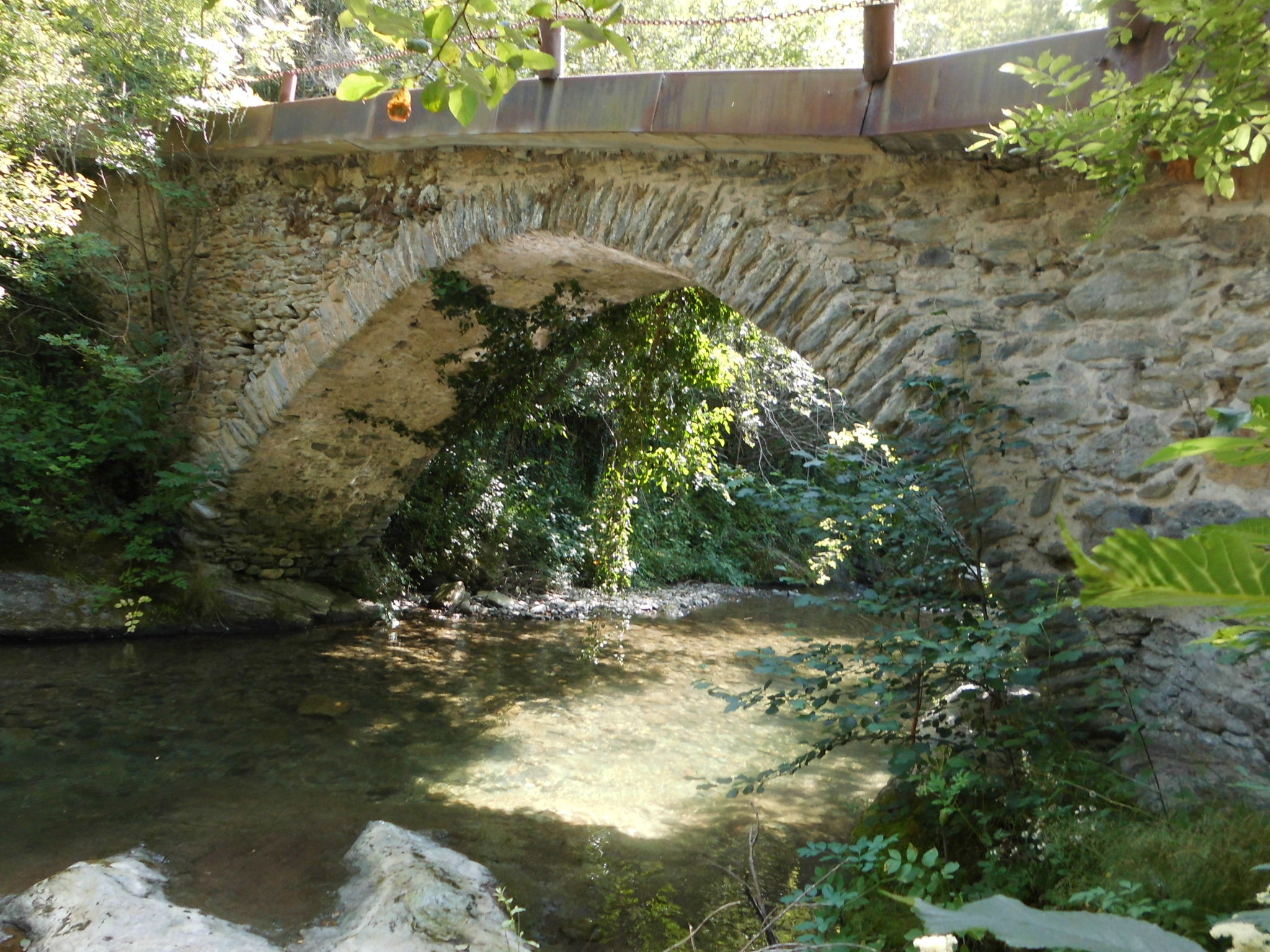
Pont del Coronel

El Pont del Coronel és una obra inventariada de Molló. És un pont d'un sol arc, fet de pedra, amb part superior plana. Es troba sobre el riu Ritort, afluent esquerre del Ter. Forma un conjunt amb la vella casa del molí de Can Plaga.

## Pont d'Espinavell
El Pont d'Espinavell és una obra inventariada. És una obra popular construïda el segle XX sota el nucli d'Espinavell. Aquest pont és d'una sola obertura recte, modificat i engrandit en dues ocasions. Es troba sobre el riu Ritort, afluent dret del Ter.